# Ксенопулос, Григориос
Григориос Ксенопулос (греч.  Γρηγόριος Ξενόπουλος ; Константинополь 9 декабря 1867 — Афины 14 января 1951) — греческий писатель-прозаик XX века, драматург, журналист и издатель.
Вместе с Паламасом, Сикелианосом и Казандзакисом создал Общество греческих литераторов.
Был членом Афинской академии.

## Биография
Григорий Ксенопулос родился в Константинополе 9 декабря 1867 года. Его отец, Дионисиос, бывший офицер греческой армии, происходил с острова Закинфа, мать, Эвлалия Тома, была коренной константинопольской гречанкой. Григорий родился в родовом доме матери на Фанаре.
Когда Григорий был ещё младенцем, семья переселилась на Закинф, где впоследствии родились его 5 братьев и сестёр.
Григорий прожил свои детские и подростковые годы на Закинфе.
В 1883 году поступил в Афинский университет, на физико-математический факультет.
Но свою учёбу так и не завершил никогда: с первого же курса занялся литературой, которая, кроме прочего, была единственным источником его доходов.
С 1892 года окончательно обосновался в Афинах и в 1894 году женился на Ефросиньи Диогениди. Брак оказался непродолжительным. Через полтора года чета развелась, успев к тому времени родить одну дочь.
Писатель вновь женился в 1901 году на Христине Канеллопулу, с которой имел ещё двух дочерей.
C периода 1890—1910 Ксенопулос был членом Социалистической молодёжи и горячим сторонником греческого социалиста Платона Дракулиса. Веря в идеи гуманистического социализма, которые изменят общество без насильственных потрясений, он участвовал в издании левых газет «Άρδην» и «Κοινωνία».
Ксенопулос вообще сотрудничал со многими газетами и журналами, публикуя в них эссе, статьи, рассказы и романы.
В 1894 возглавил журнал «Иллюстрированный очаг» (Εικονογραφημένη Εστία), в 1896 стал главным редактором журнала «Формирование детей» (Η Διάπλασις των Παίδων), подписчиком которого был с детских лет.
С 1901 по 1912 год публиковал в журнале «Панафинея» (Παναθήναια) литературные произведения и исследования и с 1912 года начал сотрудничать с газетой «Нация» («Этнос»), публикуя в ней свои романы в продолжениях.
В 1912 году Ксенопулос был награждён серебряным крестом Ордена Спасителя.
В 1923 году он был награждён «Национальным отличием литературы и искусств».
В 1927 году основал журнал «Новый Очаг» (Νέα Εστία) и оставался его директором до 1934 года.
В 1932 году Ксенопулос стал членом Афинской академии.
В 1939 году стал членом первого Государственного комитета литературных премий

## Вторая мировая война и оккупация
28 октября 1940 года началось вторжение итальянской армии в Грецию из союзной итальянцам Албании. Греческая армия отразила вторжение и через 2 недели боёв перенесла военные действия на албанскую территорию. Победы греческой армии вызвали большой резонанс, поскольку на тот момент силы Оси господствовали в Европе, только Британия и Греция продолжали сражаться, в то время как с августа 1939 года оставался в силе Договор о ненападении между Германией и Советским Союзом. Победы греческой армии были первыми победами антифашистской коалиции во Второй мировой войне.
Ксенопулос был среди деятелей искусств Греции, подписавшихся под Воззванием греческих интеллектуалов к интеллигенции мира.
Греческие интеллектуалы заявляли своим коллегам:
«Мы, эллины, дали ответ на этот ультиматум фашистского насилия. Ответ, который подобает 3000 лет наших традиций, выгравированных глубоко в наших душах, но и написанных и в последнем углу священной земли кровью величайших героев человеческой истории. И сегодня, на заснеженных склонах Пинда и гор Македонии мы сражаемся, в большинстве случаев штыком, полные решимости победить или умереть до единого. Β этой неравной борьбе ….
у нас есть ощущение, что мы защищаем не только наше дело: что мы боремся за спасение всех тех Высоких ценностей, которые составляют духовную и нравственную культуру, то ценное наследие, что завещали человечеству наши прославленные предки и которым сегодня, мы видим, угрожает волна варварства и насилия. Именно это ощущение даёт нам, греческим интеллектуалам, людям культуры и искусства, смелость обратиться к братьям во всём мире, чтобы попросить не материальную, а моральную помощь. Просим вклада душ, революцию сознаний, обращения, немедленного воздействия, везде где это возможно, бдительного слежения и действия для (подготовки) нового духовного Марафона, который избавит закабалённые нации от угрозы самого тёмного рабства, который познало человечество по сегодняшний день».
Подписи: Костис Паламас, Спирос Мелас, Ангелос Сикелианос, Георгиос Дросинис, Сотирис Скипис, Димитриос Митропулос, Константин Димитриадис, Николаос Веис, Константин Партенис, Иоаннис Грипарис, Яннис Влахояннис, Стратис Миривилис, Костас Уранис Мильтиад Малакасис, Григорий Ксенопулос, Александрос Филаделфевс, Аристос Кампанис.
В годы тройной, германо-итало-болгарской, оккупации Греции, Ксенопулос примкнул к руководимому греческими коммунистами Национально-освободительному фронту. После освобождения Греции силами народно-освободительной армии и в последовавшей сразу затем британской военной интервенции в декабре 1944 года, в ходе боёв, дом Ксенопулоса был взорван, в результате чего его огромный архив пропал.

## Последние годы
В результате материальных потерь во время оккупации и британской интервенции и в особенности после начала Гражданской войны (1946—1949), финансовое состояние Ксенопулоса резко ухудшилось.
Он продолжал писать, но последние 5 лет его жизни не отмечены значительными произведениями.
Ксенопулос умер в Афинах 14 декабря 1951 года, в возрасте 84 лет.

## Память
На острове Закинф организован Музей Ксенопулоса.
Бюст писателя установлен перед Культурным центром Афинского муниципалитета.

## Творчество Ксенулоса[10]

### Проза
Ксенопулос был весьма продуктивным писателем. Написал более 80 романов и множество рассказов.
Его дебют в греческой литературе состоялся в 1888 году с романом «Светский человек» (Ο ανθρωπος του κόσμου). Этот и другой его «афинский» роман, Николас Сигалос (Νικόλας Σιγαλός 1890), не имели успеха. После чего писатель обратился к тематике Закинфа и написал некоторые из своих лучших произведений, «Маргарита Стефа» (Μαργαρίτα Στέφα 1893), «Красная скала» (Κόκκινος βράχος 1905).
Затем вновь последовали «афинские» романы, самыми значительными из которых были «Война» (Ο πόλεμος 1914) и «Тайная помолвка» (Οι μυστικοί αρραβώνες 1915) и "закинфский " «Лаура» (Λάουρα 1915).
Его самой амбициозной писательской работой была общественная трилогия «Богатые и бедные» (Πλούσιοι και φτωχοί 1919), «Честные и бесчестные» (Τίμιοι και άτιμοι 1921), «Удачники и неудачники» (Τυχεροί και άτυχοι 1924). Первые два романа считаются самыми лучшими и зрелыми произведениями Ксенопулоса.
Последовали другие значительные работы: «Вилла Анадиомени» (Αναδυομένη 1925), «Изабелла» (Ισαβέλλα 1923), «Тереза Варма Дакоста» (Τερέζα Βάρμα-Δακόστα 1925).
Ксенопулос считается пионером «городского романа».
Основная тема его работ — любовь, то есть эрот, в основном между людьми разных общественных классов.
Его способность писать легко и быстро, в некоторых случаях, привела Ксенопулоса к «скидкам» в отношении качества.
Он был обвинён, когда начал писать романы в продолжениях, что он очень легко делал уступки своим читателям и что он часто использовал вызывающие для той эпохи эротические сцены, чтобы заработать деньги.
Однако и его противники признают достоинства его работ, как то лёгкость повествования, способность сохранять устойчивый интерес читателя и наблюдательность.

Ксенопулос и городской роман
Многие работы Ксенопулоса предназначены более для развлечения, нежели для филологического анализа.
Буржуазный реализм, который доминировал в тот период в Европе и Америке оказал влияние и на работы Ксенопулоса.
По этой причине Ксенопулос считается многими критиками пионером городского романа, с попытками воспроизведения реальности.
Не следует забывать, что Ксенопулос принадлежит поколению 1880-х, десятилетие которое считается вехой в истории современной греческой литературы.
Ксенопулос был знатоком этой традиции, но и модернистом.
Его поворот к буржуазному реализму, был в основном специфическим отступлением от «этографии».
Действие его первых романов происходит в Афинах в студенческой среде, романы были написаны когда писателю ещё не было 30 лет.
Ксенопулос использовал обстоятельства своей собственной жизни, выдавая их за вымышленные.

### Театр
Его первая театральная работа, Приёмный отец (Ο ψυχοπατέρας), была представлена в 1895 году.
С начала века он начал сотрудничать с «Новой сценой» (Νέα Σκηνή) Константина Христоманоса.
Среди его самых значительных театральных работ числятся: «Тайна графини Валерены» (Το μυστικό της Κοντέσσας Βαλέραινας 1904), «Стелла Виоланти» (Στέλλα Βιολάντη 1909, с Марикой Котопули в главной роли), «Студенты» (Φοιτηταί).
«Тайна графини Валерены» была самой любимой работой Ксенопулоса. Как говорил сам писатель, « я задумал её юношей, написал мужчиной, вновь написал зрелым мужчиной и завершил почти стариком».
Ксенопулос написал в общей сложности 46 разных театральных работ.
В 1901 году, вместе с Константином Паламасом, Ксенопулос был инициатором создания «Новой Сцены».
Благодаря знанию иностранных языков, Ксенопулос своевременно был информиромирован о важных духовных событиях в других европейских странах.
Он написал прологи к текстам Ибсена и его повседневная жизнь была связана с театром.
Многие его драмы сначала были написаны как проза, а затем были перенесены на сцену («Распятый Эрот» — «Стелла Виоланти»).
Он также перевёл несколько театральных работ.
Принял участие в разных комитетах драматургических конкурсов.
Королевский театр Афин был открыт в 1932 году с его работой «Дядя Сон» («Ο θείος Όνειρος»).
Большинство работ Ксенопулоса (28) трёхактные.
В первом акте Ксенопулос, как правило, представляет тему и характеризует героев, во втором сюжет ведёт к кульминации драмы, в третьем наступает разрешение.
Ксенопулос методично, фраза за фразой, готовит последующие события, которые на первый взгляд кажутся неимеющими отношения к главной теме, но в дальнейшем оказываются необходимыми.
«Стелла Виоланти», в которой Ксенопулос быстрым темпом идёт от приятной атмосферы одного закинфского дома к шокирующей кульминации добровольной смерти невесты, стала протипом двух других театральных работ, которым, хотя они были написаны значительно позже, не хватает драматической техники Ксенопулоса.
Категоризация работ Ксенопулоса :
Ксенопулос писал с той же лёгкостью драмы и комедии и основной темой его произведений была любовь (эрот).
Его работы относят к течению этографии в греческой литературе 1880—1930, которое воспроизводит жизнь эпохи и местного общества, в которой местные и временные особенности часто становятся неписаными законами насаждающими обществом.
Его работы делятся на закинфские или на афинские. Ксенопулос призван преодолеть разрыв между двумя школами, афинской и семиостровной.

### Критика
Особенно значительным был его вклад в литературную критику.
В журнале Панатинеа (Παναθήναια) он опубликовал множество исследований о писателях, таких как Александр Пападиамантис, Яннис Камбисис, Димитриос Викелас.
Ксенопулос первым представил афинской литературной публике Константина Кавафиса в 1903 году.

## Ксенопулос и социализм
Хотя Ксенопулос происходил из зажиточной семьи, он не был аристократом.
Прибыв в Афины он принёс собою идею гуманного социализма.
В Афинах он вошёл в контакт с Платоном Дракулисом (1858—1942) и другими лидерами социалистической партии, он присоединился к ним и помог с изданием социалистических газет «Радикально» («Άρδην») и Общество («Κοινωνία»). В 1885 году он стал редактором «Άρδην».
Его позиции касательно социализма лучше всего прослеживаются в Богатых и бедных.
Ксенопулос верил в социализм, который бы изменил общество без насильственных потрясений.
Постепенно люди осознают в чём их выгода, богатые и бедные придут к консенсусу без насилия.
Идеал социализма обеспечил бы каждому человеку, независимо от его расы, пищу, жильё и одежду, но никогда не мог привести к совершенному равенству.
С ростом интеллектуального уровня народа люди осознают, где их неподдельный интерес.
В силу этого он рассматривал работу писателю как долг образованию и ответственный труд, во благо общего.

## Некоторые из работ[14]

### Рассказы
- Греческих игр тридцатидрахмовая награда (Ελληνικού αγώνος το τριακοσιάδραχμον έπαθλον. Αθήνα, Χιώτης, 1885).
- Мачеха (Μητρυιά. Αθήνα, παράρτημα του περιοδικού Εστία, 1890).
- Солдатские рассказы (Στρατιωτικά διηγήματα. Αθήνα, Κασδόνης, 1892).
- Рассказы Серия первая (Διηγήματα• Σειρά πρώτη. Αθήνα, τυπ.Κωνσταντινίδη, 1901).
- Рассказы Серия вторая (Διηγήματα• Σειρά δεύτερη. Αθήνα, τυπ.Κωνσταντινίδη, 1903).
- Рассказы Серия третья (Διηγήματα• Σειρά τρίτη. Αθήνα, Κολλάρος, 1907).
- Плохой путь и другие новые рассказы (Ο κακός δρόμος και άλλα καινούργια διηγήματα (1908—1911). Αθήνα, Φέξης, 1912.)

Работа был экранизирована в 1933 году в одном из редких совместных греко-турецких фильмов
- Стелла Виоланти или Эрот распятый и некоторые избранные рассказы (Στέλλα Βιολάντη ή Έρως εσταυρωμένος και κάποια άλλα διαλεχτά διηγήματα. Αθήνα, Φέξης, 1914).
- Влюблённые и другие рассказы (Οι ερωτευμένοι και άλλα διηγήματα. Αθήνα, έκδοση Φιλολογικής Κυψέλης, χ.χ.)
- Воспитанница (Η Αναθρεφτή. Αθήνα, Γανιάρης, χ.χ.)[18].
- Метание камней на солнце (Πετριές στον ήλιο. Αθήνα, Παπαδόπουλος, 1919).
- Закинфский платок и десять других избранных рассказов ('Το Ζακυνθινό μαντήλι και άλλα δέκα διαλεχτά διηγήματα. Αθήνα, Γανιάρης, 1921).
- Афинские рассказы История одной разведённой (Αθηναϊκά διηγήματα• Ιστορία μιας χωρισμένης. Αθήνα, Γανιάρης, 1924).
- Минотавр и другие новые рассказы (Ο Μινώταυρος και άλλα νέα διηγήματα (1921—1924). Αλεξάνδρεια, εκδ. του περ. Γράμματα, 1925).
- Как они воюют ? (Πώς πολεμούν; Αθήνα, έκδοση της εφημερίδας Ελληνικόν Μέλλον, 1935).
- Сумасшедший с красными лилиями (Ο τρελλός με τους κόκκινους κρίνους. Αλεξάνδρεια, Κασιγόνης, 1926).
- Бессмертие и 24 других рассказов (Αθανασία και άλλα 24 διηγήματα. Αθήνα, εκδ. «Οι φίλοι του βιβλίου», 1944).
- Кошка попа (Η γάτα του παπά, Αθήνα, εκδ. ΄΄Εθνικόν Ημερολόγιον του Σκόκου, 1913)

### Романы
- Чудеса дьявола (Θαύματα του Διαβόλου. Αθήνα, Ραφτάνης, 1883).
- Светский человек (Άνθρωπος του κόσμου. Αθήνα, Γραφείον Εκλεκτών Μυθιστορημάτων, 1888).
- Николас Сигалос Νικόλας Σιγαλός. Αθήνα, τυπ. Κορίννης, 1890).
- Маргарита Стефа (Μαργαρίτα Στέφα. Αθήνα, Κολλάρος, 1906).
- Красная скала (Ο κόκκινος βράχος. Αθήνα, τυπ.Εστία, 1915).
- Война (Ο Πόλεμος. Αθήνα, Κολλάρος, 1919).
- Честь брата I(Η τιμή του αδελφού Α΄. Αθήνα, Κολλάρος, 1920).
- Лаура Девушка которая убивает Λάουρα• Το κορίτσι που σκοτώνει. Αθήνα, Ελευθερουδάκης, 1921)[19]
- Честь брата II (Η τιμή του αδελφού Β΄. Αθήνα, Κολλάρος, 1923).
- Мир и Космас (Ο κόσμος κι ο Κοσμάς. Αθήνα, Κολλάρος, 1923).
- Изабелла (Ισαβέλλα. Αλεξάνδρεια, Κασιγόνης, 1923).
- Трёхличная женщина (Η τρίμορφη γυναίκα. Αθήνα, Κολλάρος, 1924).
- Вилла «Вышедшая из волн» (Αναδυόμενη. Αθήνα, Κολλάρος, 1925)[20].
- Тереза Варма Дакоста — Современное средневековье (Τερέζα Βάρμα Δακόστα — Ένας σύγχρονος Μεσαίωνας. Αθήνα, Κολλάρος, 19260.
- Богатые и бедные — Общественная трилогия Богатые и бедные, Честные и бесчестные, Удачники и неудачники (Πλούσιοι και Φτωχοί — Μια κοινωνική τριλογία• Πλούσιοι και φτωχοί, Τίμιοι και Άτιμοι, Τυχεροί και Άτυχοι. Αθήνα, Κολλάρος, 1926).
- Война (Ό Πόλεμος, (1919).
- Падение Афинский роман (Ο Κατήφορος• Αθηναϊκόν μυθιστόρημα. Αθήνα, Κολλάρος, 1948).
- Свадьба Лицы (Ο γάμος της Λίτσας. Αθήνα, τυπ. Αφων Γεράρδου, 1929).
- Приведение (Το Φάντασμα, (1914).
- Тайная помолвка (Μυστικοί αρραβώνες. Αθήνα, Κολλάρος, 1959).
- Космакис История нормального пациента I (Ο Κοσμάκης• Ιστορία ενός φυσιολογικού αρρώστου Α΄. Αθήνα, Κολλάρος, 1930.
- Космакис История нормального пациента II (Ο Κοσμάκης• Ιστορία ενός φυσιολογικού αρρώστου Β΄. Αθήνα, Κολλάρος, 1930).
- Космакис История нормального пациента III (Ο Κοσμάκης• Ιστορία ενός φυσιολογικού αρρώστου Γ΄. Αθήνα, Κολλάρος, 1930.
- Космакис История нормального пациента IV (Ο Κοσμάκης• Ιστορία ενός φυσιολογικού αρρώστου Δ΄. Αθήνα, Κολλάρος, 1930.
- Афродита I Женщина которая тебя теряет, II Женщина которая тебя спасает (Αφροδίτη Α΄ • Η γυναίκα που σε χάνει, Β΄ — Η γυναίκα που σε σώζει. Αθήνα, Κολλάρος, 1930)
- Между тремя женщинами (Ανάμεσα σε τρεις γυναίκες. Αθήνα, Κολλάρος, 1930).

Большая любовь (Μεγάλη αγάπη)
Ночь развращения (Η νύχτα του εκφυλισμού)
Три сестры (οι τρεις αδελφές)
Лиза (Λίζα)
Безветренные ночи (Απάνεμα βράδια

### Театр
- Театр I (Θέατρον Α΄. Αθήνα, Κολλάρος, 1913).
- Театр II (Θέατρον Β΄. Αθήνα, Κολλάρος, 1913).
- Студенты (Φοιτηταί. Αθήνα, Παπαδόπουλος, 1919).
- Театр III (Θέατρον Γ΄. Αθήνα, Κολλάρος, 1922).
- Стелла Виоланти Эрот распятый — Рассказ и драма (Στέλλα Βιολάντη (Έρως Εσταυρωμένος) — Το διήγημα και το δράμα. Αθήνα, Κολλάρος, 1923).
- Искушение (Πειρασμός, (1910)
- Цветок Востока (Το Φιόρο του Λεβάντε 1914)
- Это не я Логика (Δεν ειμ' εγώ ή Η Λογική. Αθήνα, Κολλάρος, 1928).
- Тайна графини Валерены (Το μυστικό της Κοντέσσας Βαλέραινας. Αθήνα, 1915.
- Театр IV (Θέατρον Δ΄. Αθήνα, Οι φίλοι του βιβλίου, 1945.

### Исследования
- Моя исповедь (Η απολογία μου. Ζάκυνθος, Καψοκέφαλος, 1884).
- Эвангелос Пантопулос (Ευάγγελος Παντόπουλος. Αθήνα, Εστία, 1893).
- Комедия Аристея (Η κωμωδία του Αριστείου. Αθήνα, 1921).
- Колосья и маки (Στάχυα και παπαρούνες Α΄. Αθήνα, Κολλάρος, 1923).
- Малакасис — Поэт и человек (Μαλακάσης — Ο ποιητής και ο άνθρωπος. Αθήνα, Παρθενών, 1943 (στη σειρά Σύγχρονοι Έλληνες ποιητές).

### Детская литература
- Детский театр (Παιδικόν θέατρον. Αθήνα, Παπαδόπουλος, 1906).
- Моя сестрёнка (Η αδελφούλα μου. Αθήνα, Παπαδόπουλος, 1923).
- Детский театр I (Παιδικόν θέατρον Α΄. Αθήνα, Κολλάρος, 1926).
- Детский театр II (Παιδικόν θέατρον Β΄. Αθήνα, Κολλάρος, 1926).
- Замок Босфора и другие рассказы (Ο Πύργος του Βοσπόρου και άλλα διηγήματα. Αθήνα, Κολλάρος, 1927.
- Моя хорошая книга (Το καλό μου το βιβλίο. Αθήνα, Κολλάρος, 1931).
- Малыш глава разбойников — Зверинец Тотоса (сродни Вовочки) и его компания (Ο μπέμπης αρχιλήσταρχος — Θηριοτροφείο Τοτού και συντροφία. Αθήνα, Δημητράκος, 1932).
- Обнимаю Вас, Федон (Σας ασπάζομαι, Φαίδων. Αθήνα, Οι φίλοι του βιβλίου, 1947).

## Исследования о творчестве Григория Ксенопулоса
- Ελίζα-Αννα Δελβερούδη, «Ο Γρηγόριος Ξενόπουλος στον κινηματογράφο: Ο κόκκινος βράχος του Γρηγόρη Γρηγορίου», Γρηγόριος Ξενόπουλος, Πενήντα χρόνια από τον θάνατο ενός αθάνατου (1951—2001), Αθήνα, Ελληνικό Λογοτεχνικό και Ιστορικό Αρχείο, 2003, σ. 189—203.
- Χρυσόθεμις Σταματοπούλου-Βασιλάκου, «Τα μονόπρακτα έργα του Γρηγόριου Ξενόπουλου». Παράβασις, τόμ. 8, 2008, σσ. 483—504